# كارل دود
كارل دود (بالإنجليزية: Karl Dodd)‏ هو لاعب كرة قدم أسترالي، ولد في 13 نوفمبر 1980 في Southport, Queensland ‏ في أستراليا. لعب مع نادي بريزبان رور ونادي سيدني يونايتد 58 ونادي فالكيرك ونادي ويلينغتون فينيكس ويونيفرسيتاتيا كرايوفا.

## وصلات خارجية
- كارل دود على موقع قاعدة بيانات كرة القدم.إي يو (الإنجليزية)
- كارل دود على موقع عالم كرة القدم.نت (الإنجليزية)